# Jillian Morris - Brake
Jillian Morris- Brake (Maine, 22 d'octubre de 1981) és una biòloga marina, especialitzada en la conservació de taurons, instructora de submarinisme, fotògrafa i educadora estatunidenca.

## Biografia

#### Infància
Els seus pares eren apassionats per l’aigua i la vida submarina, la Jillian va créixer en un petit poble proper a un llac a Maine on va passar molt temps practicant snorkel i va fer que cultivés, des d'una edat primerenca, la seva curiositat per la biologia marina. Als vuit anys practica per primera vegada snorkel amb un tauró i queda sorpresa. Tot i que als cinc anys ja havia dit als seus pares que volia ser biòloga marina, va ser el fet de veure el tauró el que li va provocar una fascinació real per aquestes criatures. Un sentiment que encara li dura.

#### Carrera professional
Més tard, l’any 2005 va assistir a la Universitat de Nova Anglaterra, on va començar la seva carrera professional en Biologia Marina. Després de graduar-se, es va convertir en instructora certificada de submarinisme i es va especialitzar en conservació de taurons.
Va començar a viatjar pel món a la recerca de treballs amb taurons. Va començar en els Cayos de Florida, les Bahames i Austràlia com a assistent de recerca i guia de busseig amb taurons. Més tard es va mudar a Califòrnia per a ensenyar fotografia i vídeo submarins. Combinant la seva experiència científica amb la seva passió per la fotografia, Jillian es va unir al grup de mitjans de conservació Oceanic All Stars. Va estar treballant com a directora executiva, fent fotografies i vídeos per a la BBC, National Geographic, Ocean Geographic, Discovery Chanel i Animal Planet entre altres cadenes.
En 2012 va crear Sharks4Kids, una organització sense ànim de lucre centrada a educar als infants sobre els taurons i la seva conservació. Jillian Morris interessada en els taurons i en fer tot el possible per salvar-los, va dir: "És la meva missió crear la pròxima generació de defensors de taurons a través de la formació, divulgació i aventura,".
També va publicar el seu primer llibre per a infants anomenat Norman the Nurse Shark el juny de 2016.

#### Actualitat
Actualment, resideix a l'illa de South Bimini amb el seu marit Duncan Brake i el seu pitbull adoptat Lusca.

### Guardons
Ha estat nominada Sea Hero de juliol de 2016 per la revista Scuba Diving, ha rebut el premi inaugural Shark Amb Shark Hero en 2017 i també ha estat Ambaixadora Blava de l'Any 2020 dels Go Blue Awards.